# 長谷川秀記
長谷川 秀記（はせがわ ひでき、1950年〈昭和25年〉9月6日 - 2017年〈平成29年〉6月11日）は、日本の出版者。自由国民社社長時代に「新語・流行語大賞」の開催や「現代用語の基礎知識」のCD-ROM化などをおこなった。1986年に設立された日本電子出版協会には設立準備会から参加するなど、日本における電子出版の発展に尽力した。また鉄塔ファンとしてはサルマルヒデキという名前を使っていた。

## 略歴
- 1950年9月6日 - 長谷川國雄（自由国民社創業者）の長男として生まれる
- 1969年3月 - 東京都立千歳高等学校を卒業
- 1978年9月 - 明治大学法学部を卒業
- 1979年 - 自由国民社に入社
- 1980年10月 - 父親の死去をうけ、自由国民社社長に就任
- 1984年12月 - 第1回「新語・流行語大賞」を開催
- 1986年頃 - 日本電子出版協会の設立準備会に参加
- 1988年1月 - 総合プロデュースしていた『現代用語の基礎知識』CD-ROM版が発売される[1]
- 1991年10月 -EPWINGコンソーシアムに参加。電子ブックコミッティー副代表になったのもこの頃？[2]
- 1995年10月 - 自由国民社会長に就任
- 1997年 - 日本電子出版協会（JEPA）会長に就任（2003年まで）。EPWINGコンソーシアム会長に就任[3]
- 1998年8月 - 自由国民社会長を辞任。有限会社自由電子出版を設立
- 2004年3月 - ブログ「毎日送電線」[4]を開始
- 2008年6月 - NHK BS『熱中夜話』に鉄塔熱中人として出演[5]
- 2012年12月 - 著書『デジタルテキスト編集必携［技法編］』刊行（この頃、日本電子出版協会監事、日本エディタースクール講師）
- 2014年 - この頃、明星大学の講師になる[6]
- 2016年9月14日 - 日本電子出版協会 創設30周年記念講演『日本の電子出版30年の軌跡』[7][8]（この頃、日本電子出版協会顧問）
- 2017年6月11日 - 自宅にて逝去
- 2017年12月 - 「第11回 JEPA電子出版アワード」特別功労賞を受賞（電子出版への貢献に対して）

## 著書
- 『電子出版の実務』（日本エディタースクール出版部、1997年3月、共著）
- 『電子図書館』（勁草書房、1999年7月、共著）
- 『東京鉄塔―ALL ALONG THE ELECTRICTOWER』（自由国民社、2007年8月、サルマルヒデキ名義）
- 『電子出版クロニクル』（日本電子出版協会、2009年1月、編集／執筆）
- 『デジタルテキスト編集必携［技法編］』（翔泳社、2012年12月）

など